# Шевченковское сельское поселение (Омская область)
Шевченковское се́льское поселе́ние — муниципальное образование в Москаленском районе Омской области Российской Федерации.
Административный центр — село Шевченко.

## История
Статус и границы сельского поселения установлены Законом Омской области от 30 июля 2004 года № 548-ОЗ «О границах и статусе муниципальных образований Омской области».

## Население
| 2010  | 2011  | 2012  | 2013  | 2014  | 2015  | 2016  |
| ----- | ----- | ----- | ----- | ----- | ----- | ----- |
| 1220  | ↘1218 | ↘1215 | ↘1208 | ↗1209 | ↗1213 | ↘1193 |
| 2017  | 2018  | 2019  | 2020  | 2021  | 2023  |       |
| ↘1180 | ↘1169 | ↘1160 | ↗1173 | ↘1011 | ↘973  |       |

## Состав сельского поселения
| № | Населённый пункт | Тип населённого пункта       | Население |
| - | ---------------- | ---------------------------- | --------- |
| 1 | Инсарка          | деревня                      | ↘225      |
| 2 | Шевченко         | село, административный центр | ↗940      |
| 3 | Ясная Поляна     | деревня                      | ↘55       |